# Симон Максевски
Симон Максевски е български резбар от Българското възраждане, представител на Дебърската художествена школа.

## Биография
Роден е в дебърското село Требище и е най-изявеният представител на големия резбарски род Максевци. Според Асен Василиев родът е от Битуше. Изучава резбарство в Солунско от италианско-венециански резбари. По-късно формира своя тайфа. Според Любомир Милетич Симон Максевски заедно с Макрий Негриев, Арсени от Гари и двама монаси работи по иконостаса в Бигорския манастир в периода от 1824 до 1832 година. На рода Максевци се приписват иконостасът в тетовската църква „Св. св. Кирил и Методий“, както и иконостаси в околните села.